# Число Кнудсена
Число Кнудсена ({\displaystyle \mathrm {Kn} }) — один из критериев подобия движения разрежённых газов:
{\displaystyle \mathrm {Kn} ={\frac {\lambda }{L}},}
где {\displaystyle \lambda } — средняя длина свободного пробега молекул в газе, {\displaystyle L} — характерный размер течения (например, длина обтекаемого тела, диаметр трубопровода, диаметр свободной струи). Для идеального газа формула имеет вид:
{\displaystyle \mathrm {Kn} ={\frac {k_{\mathrm {B} }T}{{\sqrt {2}}\pi \sigma ^{2}PL}},}
где {\displaystyle k_{\mathrm {B} }} — постоянная Больцмана, {\displaystyle P} — давление, {\displaystyle T} — температура, {\displaystyle \sigma } — поперечный размер частицы.
Названо в честь датского физика Мартина Кнудсена (1871—1949).
Численная величина {\displaystyle \mathrm {Kn} } характеризует степень разрежённости газового потока. Если {\displaystyle \mathrm {Kn} \gg 1} (теоретически при {\displaystyle \mathrm {Kn} \to \infty }), то аэродинамические характеристики обтекаемых разрежённым газом тел (или течение в вакуумных трубопроводах) можно рассчитывать, не рассматривая столкновений молекул между собой, а учитывая лишь удары молекул о твёрдую поверхность (свободное молекулярное течение). Практически такие методы становятся применимыми и используются уже при {\displaystyle \mathrm {Kn} \sim 1}. Если {\displaystyle \mathrm {Kn} \ll 1} (теоретически — при {\displaystyle \mathrm {Kn} \to 0}), справедливо основное предположение гидроаэромеханики о сплошности (континуальности) среды и при расчете течения можно пользоваться уравнениями Эйлера или уравнениями Навье — Стокса с соответствующими граничными условиями. Практически эти методы справедливы и используются уже при {\displaystyle \mathrm {Kn} \sim 10^{-3}}.
В области значений числа Кнудсена {\displaystyle 10^{-3}<\mathrm {Kn} <1} реализуются различные промежуточные между свободномолекулярным и континуальным режимы течения разрежённого газа с новыми граничными условиями.
Числа Кнудсена может быть выражено через безразмерные числа Маха и Рейнольдса:
{\displaystyle \mathrm {Kn} ={\mathrm {M}  \over \mathrm {Re} }{\sqrt {\gamma \pi  \over 2}},}
где {\displaystyle \gamma } — отношение удельных теплоемкостей газа при постоянных давлении и объёме соответственно.
Разложение Чепмена-Энскога — разложение в ряд по малому числу Кнудсена.